# Нишевац
Нишевац је насеље у Србији у општини Сврљиг у Нишавском округу. Према попису из 2022. било је 287 становника (према попису из 2002. било је 523 становника). Кроз насеље протиче река Сврљишки Тимок.
Овде се налазе Нишевачка клисура и археолошко налазиште Тимакум Мајус.

## Село Нишевац у Османском попису из 15. века
Село Нишевац се помиње у османском попису из периода 1478-1481. године, у оквиру Видинског санџака, као део детаљног пореског документа. Овај попис, објављен у делу „Фрагменти опширног пописа Видинског санџака из 1478-81. године“ (Мешовита грађа (Miscellanea), 2, Београд, 1973), даје увид у структуру становништва, пореске обавезе и економску активност села у касном 15. веку.
Према попису, село је бројало 78 домаћинстава, са јасно именованим главарима породица. Попис помиње мушке чланове породица, укључујући синове и браћу, али и удовице које су такође биле порески обвезници. Нека од честих имена у селу била су Стојан, Рaдoслав, Бојан и Никола, што указује на словенско становништво са јаком породичном структуром.
Значајно је напоменути да се у попису помиње и свештеник (поп Влачин), што указује на постојање српске православне цркве у селу у том периоду. Ово потврђује континуитет верског живота и значај православне традиције у Нишевцу.
Поред броја домаћинстава, попис наводи и пореске дажбине које су становници Нишевца плаћали. Оне укључују:
- пшеницу (210 мерича – 1.260 аспри),
- јечам (200 мерича – 1.000 аспри),
- просо (110 мерича – 550 аспри),
- као и остале приходе попут меда, вина, воћа и сена.

Овај податак о селу Нишевац представља значајан извор за историју српских села у османском периоду, пружајући детаљан увид у демографију и економију краја.

## Демографија
У насељу Нишевац живи 266 пунолетна становника, а просечна старост становништва износи 53,0 година (52,5 код мушкараца и 53,5 код жена). У насељу има 121 домаћинство, а просечан број чланова по домаћинству је 2,37.
Ово насеље је великим делом насељено Србима (према попису из 2002. године), а у последња три пописа, примећен је пад у броју становника.
|  |

| Демографија | Демографија | Демографија |
| Година      | Становника  | Становника  |
| ----------- | ----------- | ----------- |
| 1948.       | 1.185       |             |
| 1953.       | 1.239       |             |
| 1961.       | 1.131       |             |
| 1971.       | 895         |             |
| 1981.       | 752         |             |
| 1991.       | 607         | 604         |
| 2002.       | 523         | 525         |
| 2011.       | 466         |             |
| 2022.       | 287         |             |

| Етнички састав према попису из 2002.‍ | Етнички састав према попису из 2002.‍ | Етнички састав према попису из 2002.‍ | Етнички састав према попису из 2002.‍ | Етнички састав према попису из 2002.‍ |
| ------------------------------------ | ------------------------------------ | ------------------------------------ | ------------------------------------ | ------------------------------------ |
|                                      |                                      |                                      |                                      |                                      |
| Срби                                 | Срби                                 |                                      | 490                                  | 93,69%                               |
| Роми                                 | Роми                                 |                                      | 10                                   | 1,91%                                |
| непознато                            | непознато                            |                                      | 23                                   | 4,39%                                |

| Година пописа     | 1948. | 1953. | 1961. | 1971. | 1981. | 1991. | 2002. |
| ----------------- | ----- | ----- | ----- | ----- | ----- | ----- | ----- |
| Број домаћинстава | 178   | 198   | 215   | 222   | 228   | 198   | 180   |

| Број чланова      | 1  | 2  | 3  | 4  | 5  | 6  | 7 | 8 | 9 | 10 и више | Просек |
| ----------------- | -- | -- | -- | -- | -- | -- | - | - | - | --------- | ------ |
| Број домаћинстава | 48 | 51 | 26 | 16 | 19 | 11 | 5 | 2 | 1 | 1         | 2,91   |

| Пол    | Укупно | Неожењен/Неудата | Ожењен/Удата | Удовац/Удовица | Разведен/Разведена | Непознато |
| ------ | ------ | ---------------- | ------------ | -------------- | ------------------ | --------- |
| Мушки  | 244    | 59               | 155          | 27             | 2                  | 1         |
| Женски | 232    | 26               | 156          | 46             | 3                  | 1         |
| УКУПНО | 476    | 85               | 311          | 73             | 5                  | 2         |

| Пол    | Укупно                    | Пољопривреда, лов и шумарство | Рибарство                            | Вађење руде и камена | Прерађивачка индустрија       |
| ------ | ------------------------- | ----------------------------- | ------------------------------------ | -------------------- | ----------------------------- |
| Мушки  | 89                        | 23                            | 0                                    | 0                    | 40                            |
| Женски | 64                        | 44                            | 0                                    | 0                    | 15                            |
| УКУПНО | 153                       | 67                            | 0                                    | 0                    | 55                            |
| Пол    | Производња и снабдевање   | Грађевинарство                | Трговина                             | Хотели и ресторани   | Саобраћај, складиштење и везе |
| Мушки  | 3                         | 5                             | 3                                    | 0                    | 3                             |
| Женски | 0                         | 4                             | 0                                    | 0                    | 0                             |
| УКУПНО | 3                         | 9                             | 3                                    | 0                    | 3                             |
| Пол    | Финансијско посредовање   | Некретнине                    | Државна управа и одбрана             | Образовање           | Здравствени и социјални рад   |
| Мушки  | 0                         | 2                             | 3                                    | 1                    | 0                             |
| Женски | 0                         | 0                             | 1                                    | 0                    | 0                             |
| УКУПНО | 0                         | 2                             | 4                                    | 1                    | 0                             |
| Пол    | Остале услужне активности | Приватна домаћинства          | Екстериторијалне организације и тела | Непознато            | Непознато                     |
| Мушки  | 2                         | 0                             | 0                                    | 4                    | 4                             |
| Женски | 0                         | 0                             | 0                                    | 0                    | 0                             |
| УКУПНО | 2                         | 0                             | 0                                    | 4                    | 4                             |

## Саобраћај
Преко насеља се може доћи до Плужине и Вароши. У насељу се налази железничка станица пруге Сврљиг—Зајечар.